# Cha Du-ri
Cha Du-ri, im deutschsprachigen Raum bekannt unter der dort üblichen Namensreihenfolge Du-Ri Cha (* 25. Juli 1980 in Frankfurt am Main, Deutschland), ist ein ehemaliger südkoreanischer Fußballspieler. Cha war ursprünglich Offensivspieler, kam aber wegen Schwächen im Abschluss seit 2006 vornehmlich in der Abwehr zum Einsatz.

## Karriere
Cha wurde als Sohn des damaligen Bundesligaprofis Cha Bum-kun in Frankfurt am Main geboren. Er verbrachte seine Kindheit bis zum Alter von neun Jahren in Deutschland, wo er in Frankfurt und später in Leverkusen aufwuchs und auch mit dem Fußballspielen begann. Nach dem Karriereende seines Vaters kehrte die Familie 1989 nach Südkorea zurück.

### Nationalmannschaft
Cha spielte im Universitätsteam als Student der renommierten Korea-Universität in Seoul Fußball, als der damalige koreanische Auswahltrainer Guus Hiddink in einem Testspiel zwischen der koreanischen Nationalmannschaft und dem Team der Korea-Universität auf Chas kraftvolle und aggressive Spielweise aufmerksam wurde. Cha hinterließ einen so guten Eindruck auf Hiddink, dass dieser ihn als einzigen Studenten und Amateur ins Aufgebot des Mitgastgebers zur WM-Endrunde in Korea und Japan nominierte. Sein Länderspieldebüt absolvierte Cha im November 2001 gegen den Senegal. Während der WM 2002 wurde er in vier Spielen eingesetzt und erreichte den vierten Platz mit Südkorea. Er wurde vom koreanischen Nationaltrainer Dick Advocaat nicht für die WM 2006 in Deutschland nominiert, sondern nur auf die Abrufliste gesetzt. Cha kündigte an, nach dem Länderspiel gegen die Auswahl Neuseelands am 31. März 2015 aus der Nationalmannschaft zurückzutreten.

### Vereine
Nach der für Korea erfreulich gut verlaufenden WM 2002 wagte Du-ri Cha den Sprung nach Europa, als er beim deutschen Bundesligisten Bayer 04 Leverkusen, bei dem bereits sein Vater spielte, unterschrieb. Da die Verantwortlichen bei Bayer ihn als Perspektivspieler sahen, der erstmal Spielpraxis benötige, wurde er sogleich an den Bundesligisten DSC Arminia Bielefeld ausgeliehen. Nach dem Abstieg der Arminia wurde Cha 2003 zunächst zu Eintracht Frankfurt, einem weiteren Ex-Klub seines Vaters, ausgeliehen, mit dem er in die Bundesliga aufstieg und 2005 fest verpflichtet wurde.
Nachdem Cha in den ersten zwei Jahren bei Frankfurt noch zum Stammpersonal gehört hatte, schaffte er es in der Saison 2005/06 nicht, sich dauerhaft einen Platz in der ersten Elf der Eintracht zu erkämpfen und kam meist nicht über die Rolle des Ersatzspielers hinaus. Dies war auch ein Grund für seine Nichtnominierung durch Südkoreas Nationaltrainer Dick Advocaat für den WM-Kader 2006 in Deutschland.
2006 wechselte er ablösefrei zum Ligakonkurrenten 1. FSV Mainz 05. Für die Saison 2007/08 unterschrieb Cha beim damaligen Zweitligisten TuS Koblenz. Bis zum Ende der Saison 2008/09 spielte Cha für Koblenz. In den zwei Jahren bei der TuS fand er zu alter Stärke zurück und war Stammspieler. Im Juni 2009 unterzeichnete Cha einen Vertrag beim SC Freiburg, um in der kommenden Saison die Möglichkeit zu haben, in der 1. Bundesliga zu spielen. Sein einziges Saisontor für den SCF gelang ihm beim 1:0-Auswärtssieg gegen Schalke 04. Am Saisonende wurde sein Vertrag im gegenseitigen Einvernehmen nicht mehr verlängert, da Cha nach der Geburt seines Kindes zurück nach Asien wollte.
Dieser Plan wurde jedoch wieder verworfen und Cha unterschrieb einen Vertrag bei Celtic Glasgow in Schottland. Für die Saison 2012/13 kehrte er in die Bundesliga zurück und schloss sich für zwei Jahre dem Bundesligaaufsteiger Fortuna Düsseldorf an. Am 13. Februar 2013 wurde sein Vertrag in beiderseitigem Einvernehmen aufgelöst, nachdem er einen ihm gewährten Sonderurlaub überzogen hatte. Im März 2013 wechselte er zum FC Seoul, bei dem er einen Vertrag bis 2014 erhielt. Im Oktober 2015 beendete Cha seine aktive Profikarriere.

## Erfolge
- 4. Platz mit Südkorea bei der Fußballweltmeisterschaft 2002 in Korea / Japan
- Aufstieg mit Eintracht Frankfurt in die Bundesliga 2005
- DFB-Pokalfinale mit Eintracht Frankfurt 2006
- Schottischer Pokalsieger 2011
- Schottischer Meister 2012
- Südkoreanischer Pokalsieger 2015